# Fabulya György
Fabulya György (1963. október 19. – 2024. április 3. vagy előtte) magyar labdarúgó, hátvéd.

## Pályafutása
1972-ben kezdett futballozni a Békéscsabai VTSK-ban, majd a Békéscsabai TASK utánpótlásában szerepelt. 1979-ben igazolt át a Békéscsaba Előrébe, ahol 1981 és 1990 között a felnőtt csapat labdarúgója volt. Csapatkapitánya volt az 1988-as MNK-győztes csapatnak. 1990–91-ban a német Energie Cottbus, 1991–92-ben a malajziai Sri Pahang, 1992–93-ban ismét a Békéscsaba, 1994-ben a finn Mikkelin játékosa volt. 1994–95-ben a Tiszakécske csapatában játszott, majd a Békési FC együttesében fejezte be az aktív játékot. 218 élvonalbeli és 34 másodosztályú mérkőzésen szerepelt a magyar bajnokságban.

## Sikerei, díjai
Békéscsaba
- Magyar kupa (MNK)
  - győztes: 1988